# Адель аль-Джубейр
А́дель ибн Ахме́д аль-Джубе́йр (араб. عادل بن أحمد الجبير‎; род. 1 февраля 1962, Эль-Маджмаа, Саудовская Аравия) — саудовский дипломат и министр иностранных дел Саудовской Аравии с 29 апреля 2015 года. Посол Саудовской Аравии в США с 2007 по 2015 года.

## Биография
Родился 1 февраля 1962 года в Эль-Маджмаа. Учился в Саудовской Аравии, Ливане, Йемене, Германии и США. В 1982 году получил степень бакалавра в области политологии и экономики в университете Северного Техаса и в 1984 степень магистра в области международных отношений в Джорджтаунском университете. В 2006 году получил почётную степень в университете Северного Техаса.

## Должность
В 29 апреля 2007 году был назначен послом Саудовской Аравии в США.